# Le leggende di Dragonlance
Le leggende di Dragonlance è la seconda trilogia fantasy ambientata nel mondo di Dragonlance, e scritta nuovamente da Margaret Weis e Tracy Hickman.

## Il ciclo
- Il destino dei gemelli
- La guerra dei gemelli
- La sfida dei gemelli

Il ciclo, scritto verso la fine degli anni ottanta, racconta le vicende di alcuni personaggi nel mondo fantastico di Krynn. In questa trilogia l'attenzione è puntata su due dei personaggi fondamentali della trilogia precedente, Le Cronache di Dragonlance, i gemelli Raistlin e Caramon Majere.

## Trama

### Il destino dei gemelli
Due anni dopo la fine della Guerra delle Lance, il mago oscuro Raistlin Majere pianifica di sfidare Takhisis, la Regina delle Tenebre, e di prendere il suo posto nel pantheon degli dèi di Krynn. Per fare questo, Raistlin ha bisogno dell'aiuto di un chierico di Paladine che apra con lui il Portale, unica via per l'Abisso dove Taksisis ha la sua dimora: la scelta del mago cade su Crysania di Tarinius, giovane ed ambiziosa chierica di Palanthas, che lo segue nella convinzione di poter riportare la sua anima alla luce, strappandola dalle tenebre in cui è avvolta.
Nel viaggio verso la Torre dell'Alta Stregoneria di Wayreth, Crysania viene attaccata dal Cavaliere della Morte Lord Soth, che è stato mandato da Kitiara Uth Matar per sventare i piani del fratellastro. Reso incosciente per volere di Paladine, la chierica viene trasportata alla torre da Caramon, gemello di Raistlin, e da Tasslehoff: qui i maghi operano un incantesimo per riportare Caramon e Crysania ai tempi del Cataclisma, dove pensano che si sia già diretto anche Raistlin, con il duplice proposito di curare Crysania e tentare di uccidere Fistandantilus.
Tornato ai tempi del fulgore di Istar, con Tasslehoff come compagno imprevisto, Caramon scopre che Fistandantilus è già stato ucciso da Raistlin, il quale ha preso il suo posto alla corte del Sommo Sacerdote del Tempio di Paladine. Crysania viene curata da quest'ultimo, e convinta da Raistlin a partecipare al suo piano di distruggere Takhisis.
Finalmente, Caramon capisce che il suo gemello non può più essere redento, e il giorno del Cataclisma si reca al Tempio per ucciderlo. Il suo tentativo non ha però successo, e Raistlin opera l'incantesimo che sarà in grado di trasportare lui, Caramon e Crysania in un'altra epoca.

### La guerra dei gemelli
Crysania e i gemelli giungono alla Torre dell'Alta Stregoneria di Palanthas, circa un secolo dopo il Cataclisma. Raistlin scopre con disappunto che il Portale per l'Abisso è stato spostato a Zhaman, nelle Pianure della Polvere, ed organizza il viaggio dei tre compagni verso l'estremo sud.
Durante il viaggio, Raistlin comincia a rendersi conto che tutte le sue azioni stanno ricalcando fedelmente quelle di Fistandantilus, quando persino i suoi compagni iniziano a rivolgersi a lui usando il nome del defunto mago, e che per quanto si sforzi non può cambiare il passato. Egli comprende dunque che la fine del suo proposito è la stessa che ha atteso Fistandantilus - la morte nelle segrete di Zhaman.
Ai tre compagni si uniscono ben presto tutti i profughi del Cataclisma, ed il gruppo sempre più nutrito si dirige verso sud sotto il nome di "Esercito di Fistandantilus", prendendo come pretesto per il viaggio la lotta contro i nani delle montagne ed il saccheggio del favoleggiato tesoro sotto la fortezza di Thorbardin. Una volta giunti a Zhaman, Raistlin opera l'incantesimo per aprire il Portale assieme a Crysania, ma la sua magia viene incrinata da Caramon e Tasslehoff, per il loro tentativo di azionare un congegno magico che li riporti al tempo d'origine.

### La sfida dei gemelli
Il congegno magico trasporta Caramon e Tasslehoff due anni nel futuro rispetto al loro tempo di origine, dove essi scoprono con orrore come la vittoria di Raistlin su Takhisis abbia portato alla distruzione quasi totale del mondo. Su consiglio di Par-Salian, essi tornano indietro nel tempo di due anni per impedire a Raistlin di uscire dall'Abisso.
Frattanto, Raistlin ha combattuto tutte le legioni della Regina Oscura con l'aiuto di Crysania, che però le è costato la vita. Sordo alle sue implorazioni di tenerle compagnia mentre muore, Raistlin abbandona la fanciulla in agonia e si prepara allo scontro finale con Takhisis.
Caramon e Tasslehoff giungono a Palanthas e la trovano sotto attacco da parte dell'esercito di Kitiara, la quale ha deciso infine di aiutare Raistlin nella sua impresa. Con grande fatica, Caramon riesce a raggiungere la Torre dell'Alta Stregoneria e penetra nell'Abisso per fermare Raistlin.
All'ultimo scontro fra i due gemelli, Raistlin vede negli occhi del fratello quale sarà il terribile futuro che lo attende se vincerà la battaglia contro la Regina Oscura. Il mago prende dunque la decisione di rimanere nell'Abisso per fermare Takhisis, mentre Caramon e Crysania attraversano il Portale nell'altro senso e si mettono in salvo. Con l'aiuto di Raistlin, infine, Caramon riesce a chiudere il Portale in tempo ed a salvare Krynn.